# Isocumarin
Das Isocumarin (1H-Isochromen-1-on, 1H-2-Benzopyran-1-on) ist ein Stellungisomer des Cumarins, bei dem die Carbonylgruppe und das Sauerstoffatom vertauscht sind. Die Biosynthese von Isocumarin verläuft über den Acetat-Malonat-Syntheseweg und nicht, wie die meisten phenolischen Komponenten, über den Shikimat-Syntheseweg.

## Vorkommen
Isocumarin und Iscumarinderivate wie 6-Methoxymellein sind Bitterstoffe, die z. B. bei falscher Lagerung von Karotten gebildet werden.
Einige Dihydro-Isocumarin-Derivate, wie z. B. das Phyllodulcin, das in den Blättern der Gartenhortensie vorkommt, haben einen süßen Geschmack. Die Süßkraft von Phyllodulcin im Vergleich zu Saccharose beträgt 250.

## Externe Links zu erwähnten Verbindungen
1. ↑  Externe Identifikatoren von bzw. Datenbank-Links zu 6-Methoxymellein:  CAS-Nr.: 13410-15-6, PubChem: 83412, Wikidata: Q76005998.